# Narodowy Plan Rozwoju
Narodowy Plan Rozwoju 2004-2006 – plan działań strukturalnych, które Polska, będąc członkiem Unii Europejskiej, zamierzała realizować w latach 2004–2006. Działania te są współfinansowane z funduszy strukturalnych Unii Europejskiej. Dotyczą one trzech podstawowych dziedzin wsparcia:
- przedsiębiorstw
- rozwoju infrastruktury
- rozwoju zasobów ludzkich.

Narodowy Planu Rozwoju 2004-2006 został przyjęty rozporządzeniem Rady Ministrów z 22 czerwca 2004. Dokument ten jako materiał roboczy 22 stycznia 2003 r. został przesłany do Komisji Europejskiej, stanowiąc podstawę uzgodnienia z Komisją Podstaw Wsparcia Wspólnoty dla Polski na lata 2004-2006. 
Narodowy Plan Rozwoju został przygotowany w Ministerstwie Gospodarki, a po reorganizacji
w Ministerstwie Gospodarki, Pracy i Polityki Społecznej. Prace nad dokumentem były prowadzone w ścisłej współpracy z ministerstwami odpowiedzialnymi za przygotowanie sektorowych programów operacyjnych oraz z gronem ekspertów.
Projekt Narodowego Planu Rozwoju był przedmiotem konsultacji w roku 2002 z organami administracji samorządu terytorialnego, administracją rządową centralną i wojewódzką, sektorem bankowym, organizacjami gospodarczymi, stowarzyszeniami i ugrupowaniami przedsiębiorców, instytucjami otoczenia biznesowego, organizacjami społecznymi oraz pozarządowymi, a także środowiskiem naukowym oraz profesorskim; był szeroko dyskutowany na posiedzeniach komisji sejmowych i senackich, Komitetu Przestrzennego Zagospodarowania Kraju Polskiej Akademii Nauk, Rady Polityki Regionalnej Państwa oraz Rady Strategii Społeczno-Gospodarczej.
Celem strategicznym Narodowego Planu Rozwoju jest rozwijanie konkurencyjnej gospodarki opartej na wiedzy i przedsiębiorczości, zdolnej do długofalowego, harmonijnego rozwoju, zapewniającej wzrost zatrudnienia oraz poprawę spójności społecznej, ekonomicznej i przestrzennej z Unią Europejską na poziomie regionalnym i krajowym.
Osie rozwoju Narodowego Planu Rozwoju:
1. Wspieranie konkurencyjności przedsiębiorstw,
2. Rozwój zasobów ludzkich i zatrudnienia,
3. Tworzenie warunków dla zwiększania poziomu inwestycji, trwałego rozwoju i promowania spójności przestrzennej,
4. Przekształcenia strukturalne w rolnictwie i rybołówstwie, rozwój obszarów wiejskich,
5. Wzmocnienie potencjału rozwojowego regionów i przeciwdziałanie marginalizacji niektórych obszarów

Narzędziami wdrażania Narodowego Planu Rozwoju są programy operacyjne:
- PO – PT – Program Operacyjny Pomoc Techniczna
- SPO – ROL – Sektorowy Program Operacyjny Restrukturyzacja i modernizacja sektora żywnościowego i rozwój obszarów wiejskich 2004-2006
- SPO – RZL – Sektorowy Program Operacyjny Rozwój Zasobów Ludzkich
- SPO – Ryby – Sektorowy Program Operacyjny Rybołówstwo i Przetwórstwo Ryb
- SPO – T – Sektorowy Program Operacyjny Transport
- SPO – WKP – Sektorowy Program Operacyjny Wzrost Konkurencyjności Przedsiębiorstw
- ZPORR – Zintegrowany Program Operacyjny Rozwoju Regionalnego.